# منظمة كولينار كوربس
منظمة كوليناري كوربس (Culinary Corps) هي منظمة أمريكية غير ربحية تجند طلابًا ومهنيين في مجال الطهي للتطوع  بمهاراتهم المهنية في الرحلات إلى المجتمعات في الولايات المتحدة.

## تاريخ نشأتها
تأسست المنظمة من قبل كريستين كارول بعد قيامها برحلة تطوعية إلى نيو أورلينز بعد إعصار كاترينا.
ساعدت كارول وغيرها من المهنيين ذوي الخبرة في فن الطهي في إعادة كيان مدرسة محلية عندما وضعت فكرة منظمة تطوعية تركز هدفها على توفير الطعام. عند عودتها إلى ديارها، أنشأت CulinaryCorps لتمكين الطهاة من التطوع بمهاراتهم المهنية لمساعدة المجتمعات المحتاجة.
صاغت كارول مصطلح "culanthropy" (وهو عبارة عن المقطعين الأوليين من كلمتى «الطهي» و «العمل الخيري») لوصف العلامة التجارية للمنظمة حيث العمل التطوعي الذي يركز على توفير الطعام.

## وظائف المنظمة
توظف المنظمة طلابًا ومهنيين في مجال الطهي في مجال الطهي للتطوع في رحلات تستمر الواحدة منها أسبوعًا للمجتمعات المحلية في الولايات المتحدة. الهدف من برنامج CulinaryCorps هو أن يكون له تأثير دائم على المجتمع الذي يتم التطوع له، وأيضًا في نفس الوقت إلهام المتطوعين ليصبحوا أبطالًا مدى الحياة يقوموا بالتغيير الاجتماعي الإيجابي من خلال طهي الطعام. تطوع أعضاء CulinaryCorps في رحلات إلى نيو أورليانز بولاية لويزيانا. ساحل خليج المسيسيبي وبورتو ريكو.

## تأثيرها
خلال الأشهر الستة عشر الأولى لنشأتها، أطلقت المنظمة خمس رحلات تطوعية تم خلالها إعداد أكثر من 3500 وجبة من قبل 76 طباخًا متطوعًا من جميع أنحاء الولايات المتحدة. ومنذ ذلك الحين، بدأت المنظمة في القيام برحلات إضافية إلى نيو أورليانز وساحل خليج المسيسيبي وبورتوريكو.كل رحلة تطوعية تدوم أسبوعًا تقريبًا.
خلال كل رحلة تطوعية، يقوم فريق المنظمة بالشراكة مع مجموعة متنوعة من المنظمات المحلية لتنفيذ مشاريع متعلقة بالأغذية لمصلحة المجتمع المحلي.على سبيل المثال، في مناطق نيو أورليانز والمسيسيبي على ساحل الخليج، تشارك CulinaryCorps مع العديد من المنظمات المحلية وغير الربحية، بما في ذلك:
- منظمة Habitat for Humanity، حيث طبخ طهاة CulinaryCorps لمئات من متطوعي المنظمة المقيمين لإعادة بناء المنازل بعد إعصار كاترينا.

- Edible Schoolyard في مدرسة صموئيل جي جرين تشارتر في نيو أورلينز، حيث قام متطوعو CulinaryCorps بتوجيه الطلاب فيما يخص الطعام والطهي والتغذية.

- مقهى Reconcile في نيو أورلينز، حيث طبخ متطوعو CulinaryCorps الوجبات وقاموا بالتوجيه المهني للطلاب الذين يتعلمون فن  الطهي.

- قامت شركة Real Food Gulf Coast، بالتعاون مع CulinaryCorps، بتصميم وإطلاق منهج لناد مخصص للطهي بعد المدرسة للأطفال من منطقة أوشن سبرينغز في منطقة مدرسة المسيسيبي.

- «ليبرتيز كيتشن» Liberty's Kitchen هو برنامج لتدريب الطهي والتوظيف للمراهقين المعرضين للخطر في نيو أورلينز، حيث طبخ المتطوعون من CulinaryCorps في حفل الافتتاح.